# الشعوب اللاتينية

جزء من الاتحاد اللاتيني.

الشعوب اللاتينية (تسمى أيضاً الشعوب الرومانسية) هو مصطلح يستخدم بصورة عامة للإشارة إلى تلك المجتمعات التي تأثرت بشدة بالثقافة الرومانية التي بدأت تباعد عن اللغة اللاتينية المتحدث بها، بعد انهيار الإمبراطورية الرومانية الغربية، وخلقت إصدارات محلية تطورت في وقت لاحق إلى لغات رومانسية.

## لغات الرومانسية

الاتحاد اللاتيني

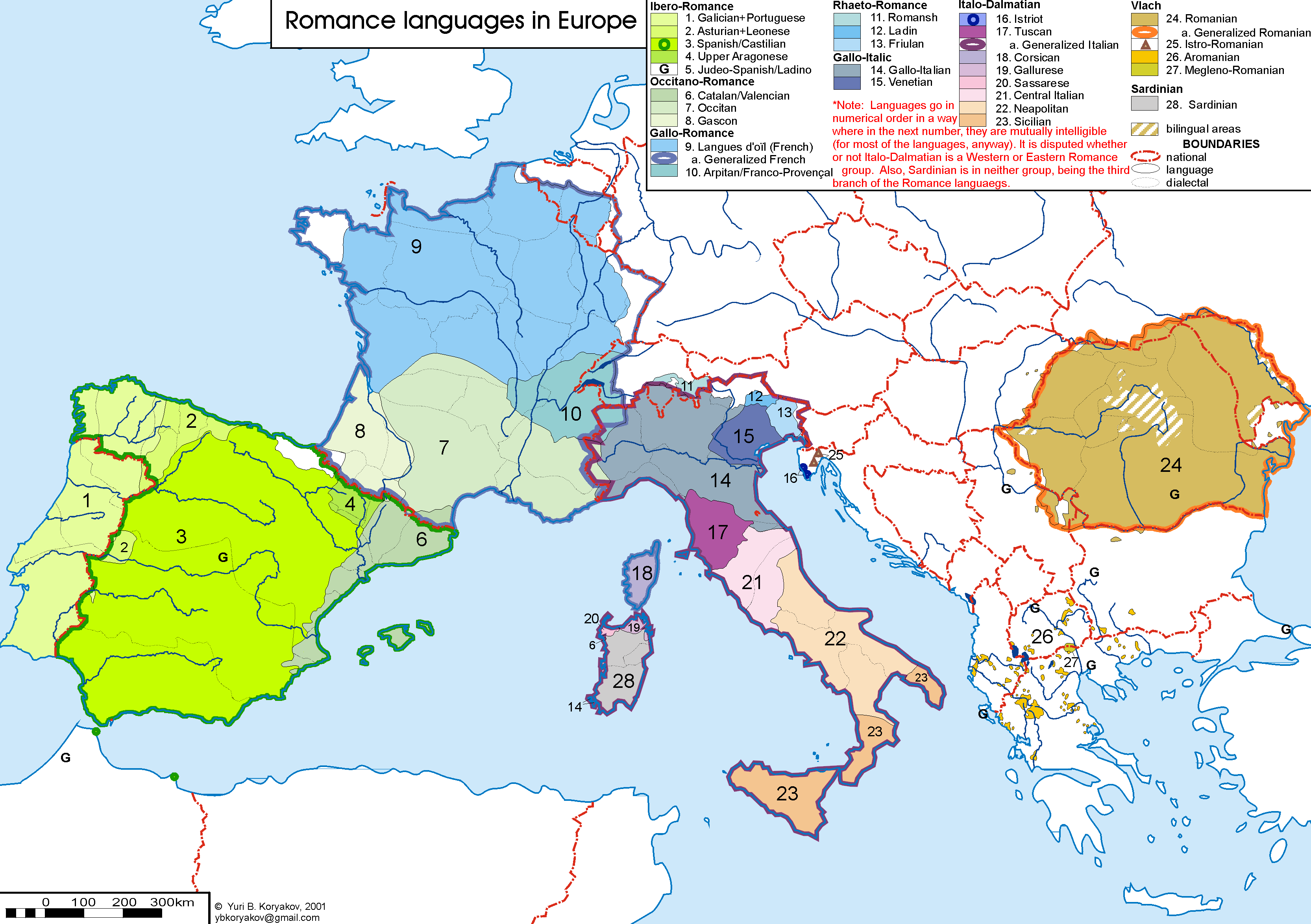
اللغات الرومانسية في أوروبا في القرن العشرين

تطور استخدام اللغة اللاتينية لأول مرة في منطقة لاتيوم في وسط إيطاليا، حيث وجد المتحدثين الأوائل باللاتينية منذ القرن الحادي عشر قبل الميلاد. مع صعود الإمبراطورية الرومانية، انتشرت أولا في جميع أنحاء إيطاليا ثم من خلال جنوب وغرب ووسط وجنوب شرق أوروبا وشمال أفريقيا على طول أجزاء من غرب آسيا. بعد انهيار الإمبراطورية الرومانية الغربية، تراجع استخدام اللغة اللاتينية في الحجم، ولكن لا يزال يستخدم على نطاق واسع، مثل الكنيسة الكاثوليكية وكذلك بواسطة الآخرين مثل القوط الغربيين الجرمانيين والمملكة الكاثوليكية الفرنجية من كلوفيس :1. يرجع ذلك جزئيا إلى الاختلافات الإقليمية من اللغات الرومانسية.:4الإسبانية والبرتغالية التي انتشرت بشكل بارز في أمريكا الشمالية والوسطى والجنوبية من خلال الاستعمار :8,10اللغة الفرنسية.:13–15 تطورت اللغة الإيطالية كلغة وطنية في إيطاليا ابتداء من القرن التاسع عشر من عدة لهجات رومانسية مشابهة.:312تطورت اللغة الرومانية في المقام الأول في لغة الداكو الرومانية المتغيرة وهي اللغة الوطنية لرومانيا، ولكن أيضا تغيرت بعض اللغات الرومانية الأخرى مثل أرومانيان.

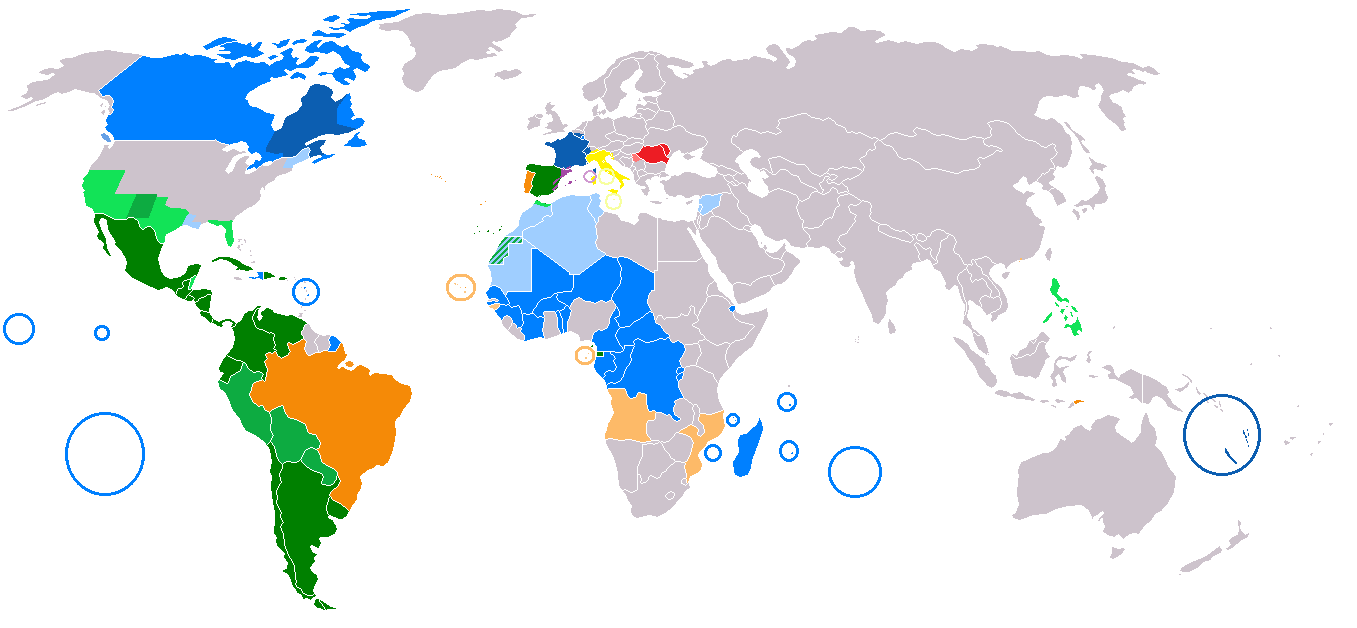
خريطة كبيرة لمواقع استخدام اللغات الرومانسية: الإسبانية والفرنسية والبرتغالية والإيطالية والرومانية.

كتب المؤرخ لوسيان موسيت، أنه في حالة أوروبا الوسطى، يجب اعتبار الفضاء اللاتيني القديم كدولة واحدة من سوابيا إلى ترانسيلفانيا في رومانيا. المناطق الغربية كانت ألمانية، المناطق المركزية كانت تابعة لهنغاريا ولم يتبق من الدولة اللاتينية إلا المناطق الشرقية والجنوبية.أبقى التأريخ (السجل) الديمغرافي للجزر اللاتينية من ترانسيلفانيا على اللغة اللاتينية لتنجو بينما اختفت «الجزر اللاتينية» من البلقان ببطء.

## العصور القديمة
كان اللاتينيون شعبا يميل موقعه في منطقة لاتيوم القديمة في وسط إيطاليا، (لاتيوم فيتوس - لاتيوم القديمة)، في الألفية الأولى قبل الميلاد. على الرغم من أنهم يعيشون في دول المدن المستقلة، وتحدثوا لغة مشتركة (اللاتينية)، وعقدت المعتقدات الدينية المشتركة، وتقاسموا الشعور بالقرابة، وقيل في أسطورة أن جميع اللاتينيين ينحدرون من اللاتينية. وتعبد اللاتينية على مونس ألبانوس (جبل ألبانو) خلال مهرجان سنوي يحضره جميع اللاتينين، بما في ذلك من روما، واحدة من الدول اللاتينية. طبقت المدن اللاتينية الحقوق المشتركة للإقامة والتجارة فيما بينها.وحدت طموحات روما الإقليمية بقية اللاتينيين ضدها في عام 341 قبل الميلاد، ولكن في النهاية فازت روما في عام 338 قبل الميلاد.نتيجة لذلك، تم دمج بعض الدول اللاتينية داخل الدولة الرومانية، وأعطيت سكانها الجنسية الرومانية الكاملة. وأصبح آخرون حلفاء رومان وتمتعوا بامتيازات معينة.

## الأوروبيون اللاتينيون
يستخدم مصطلح «اللاتينية» في الإشارة إلى الشعب الأوروبي الذي استمد ثقافاته الخاصة من الرومان، متضمنة في الأساس استخدام اللغات الرومانسية. تميز التقاليد القانونية والثقافية الرومانية القوية هذه الدول. أوروبا اللاتينية هي قسم رئيسي من أوروبا، بالإضافة إلى المتحدثين باللغة الألمانية وأوروبا السلافية.

### الإيطاليون
استقرت القبائل الهندية-الأوروبية الأصلية للشعب الإيطالي، مثل قبيلة لاتينو-فالسكانس، وأوسكو-أومبريانز، وسيسيلس، وفينيتي، في العصر الحجري الحديث في شبه الجزيرة الإيطالية، التي كانت مأهولة أيضا من قبل الشعوب الأخرى غير الإيطالية مثل الأتروسكان، ليغوريس، سيلتس والإغريق.عقب ذلك، تم توحيدها ودمجها بواسطة روما، وتشاطروا التراث والتراث اللاتيني المشترك. قبائل الكلت، التي استقرت مرة واحدة على طول السهول نهر بو، واليونانيين الذين يسكنون ماغنا غرايسيا وجزء من صقلية، ويعتقد العلماء أن أقلية عددية من قبائل إيطاليا القديمة، هم إلى حد كبير من استطاعة إيطاليا استيعابهم. بعد سقوط روما، غزت إيطاليا العديد من القبائل البربرية. غزت قبيلة الجرمانية من القوط الغربيين إيطاليا وقدمت نفسها كصاحبة الثقافة اللاتينية، وخلطت الثقافة الرومانية مع الثقافة القوطية، من أجل إضفاء الشرعية على حكمهم بين الرومانيين الذين لديهم اعتقاد طويل الأمد في تفوق الثقافة الرومانية على الأجانب «البربرية» الثقافة الجرمانية. العدد الإجمالي لسكان القوط الشرقي الذين استقروا في إيطاليا كان صغيرا، يقدر بنحو 40,000 شخص، في حين يقدر مجموع سكان كل من القوط الشرقيين وحلفائهم الذين احتلوا إيطاليا ب 100000 شخص. أيضا، غزت قبيلة الجرمانية من لونغوبارد إيطاليا، والتي في هذه الأثناء تم استعادتها من قبل الإمبراطورية الرومانية الشرقية، وتم غزو معظمها. مع ذلك، فإن عددا قليلا فقط من قبيلة لونغوبارد استقر في إيطاليا، بالمقارنة مع الغالبية الساحقة من السكان الاتينيين الأصليين.

### الشعب الفرنسي
الفرنسيون (الفرنسيون: فرانسيس) هم أمة ومجموعة أصلية مواطنة في فرنسا تتقاسم الثقافة الفرنسية المشتركة، النسب، وتتحدث اللغة الفرنسية كلغة أم.

### الشعب الأوكيتاني
شعب الأوكيتان (أوكيتان: أوكيتانيون) هم مجموعة أصلية ينتسبون إلى أوكيتانيا في جنوب فرنسا، وكذلك أجزاء من إيطاليا وإسبانيا، التي تشترك في ثقافة الأوكيتان المشتركة، النسب، وتتحدث في نهاية المطاف لغة الأوكيتان كلغة أم. وهم ينتسبون إلى الكاتالونيين في إسبانيا.

### الشعب البرتغالي
الشعب البرتغالي (البرتغاليون: أوس بورتوغيزس) هم أمة ومجموعات عرقية مواطنة في البرتغال، في الغرب من شبه الجزيرة الايبيرية في جنوب غرب أوروبا. لغتهم هي البرتغالية، ودينهم الغالب المسيحية،
وخاصة الروم يعتنقون الكاثوليكية.
تاريخيا، ينحدر البرتغاليون من الشعوب ما قبل سلتيك الذين يسكنون شبه الجزيرة الايبيرية مع اللوسيتانيين والغالايسي مشكلين هوية متعددة للبلد، يليها الإيطاليون، والرومان. تشمل القطاعات الرئيسية الأخرى السيبي والقوط الغربيون.

### الرومان
الرومانيون (أُرخ: رومانيون أو شعب رومانيا؛ في الرومانية: روماني [رومونو] أو - تاريخيا، ولكن الآن نادرا ما تستخدم الإقليمية - روماني؛ التاريخ المستعار: فلاشس): هم أمة ومجموعة عرقية مواطنة في رومانيا التي تشترك في الثقافة الرومانية المشتركة، النسب، ويتكلمون اللغة الرومانية كلغة أم.فالأرومانيون والميجلينو والرومانيون الميجلينيون والرومانيون الإيسترويون هم شعوب تنتشر في شبه جزيرة البلقان وهم مجموعات فرعية أو جماعات عرقية وثيقة الصلة باللغات الرومانية الموجودة في رومانيا.يمكن أيضا أن تعتبر لغاتها إما لهجة رومانية أو لغة وثيقة الصلة جدا باللغة الأم.

### الأسبان
يتألف الأسبان من جنسيات أو عرقيات عديدة؛ أستوريانز، جاليانس، الباسك، نافاريز، فالنسيانز، الكاتالونية، الأندلس، أراغونيز، الكناريين، وغيرها.
غزت الجمهورية الرومانية ايبيريا خلال سلسلة طويلة من الحملات التي قاتلت بقوة في القرنين 2 و 1 قبل الميلاد. نتيجة للفتح الروماني، كانت شعوب هيسبانيا (الرومانية الإيبيرية) لاتينية ثقافية، وعلى مدى فترة طويلة من الزمن، واستعيض عن لغات السكان الأصليين من قبل اللاتينية المشتركة أواللغة البلغارية التي جلبت إلى هيسبانيا من قبل الجنود والتجار الرومان خلال قرون من الحكم الروماني.اليوم، تنبع لغات إسبانيا، باستثناء لغة الباسك، من اللاتينية البلغارية التي كان يتحدث بها في هيسبانيا، والتي تطورت إلى اللغات الرومانسية الحديثة في شبه الجزيرة الإيبيرية، بما في ذلك القشتالية أو الإسبانية.
اللغات الرومانسية التي يتحدث بها في إسبانيا تشمل اللغة الرسمية الإسبانية أو القشتالية واللغات الإقليمية الرسمية المشاركة الكاتالونية في كاتالونيا (تسمى البلنسية في فالنسيا) واللغة الجاليكية في غاليسيا. اللغات الإقليمية الأخرى هي أستوريان، أرانيز غاسكون، أراغونيز، وليونيز. لغة الباسك أو وسكارا، وهي اللغة الرسمية في بلاد الباسك، هي اللغة الوحيدة غير الرومانسية الباقية على قيد الحياة وتعود إلى العصر ما قبل الروماني.
من الإسبانية واللغات الرومانسية الأخرى في إسبانيا، والنظام القانوني الروماني المستمد في البلاد، والكنيسة الكاثوليكية الرومانية، والطريقة العامة للحياة، التي تسببت في تسمية الأسبان بأحد الشعوب اللاتينية.

### الكاتالانيون
الشعب الكاتالوني هو مجموعة عرقية موطنها شمال شرق اسبانيا وجنوب غرب فرنسا.هم يشتركون في ثقافة مشتركة، وتاريخ، وتقاليد ولغة، وهذا ما يسمى الكاتالونية. سعى مجتمع كاتالونيا الإسباني المتمتع بالحكم الذاتي إلى الاستقلال لهذه الأسباب. الكاتالانية ترتبط ارتباطا وثيقا بالأوكيتان، وهي لغة الرومانسية التي كانت تسيطر على جنوب فرنسا. يشارك الكتاللنيون روابط سياسية وثقافية تاريخية مع الأوكيتانسيون، وشعب جنوب فرنسا وشمال غرب إيطاليا.

### شعوب أخرى
من بين الشعوب اللاتينية الأخرى يمكننا أن نجد أيضا الفالنسيين، شعب أراغونيا، أندورا، شعب بيلاريا، شعب مالطي وشعب رومانش.

## الشعب الأمريكي اللاتيني
من جميع مناطق العالم، كانت الأمريكتان (الاسم نفسه مشتق من الشكل اللاتيني للاسم الأول من أميرغو فيسبوتشي)، تأثرت الأمريكتان بشكل كبير من البلدان الناطقة بالبرتغالية في البلدان الأوروبية فيما يتعلق بالثقافة واللغة والدين والمساهمة الجينية في تعداد السكان.سميت المنطقة الأوروبية اللاتينية المتأثرة بالأمريكتين بأمريكا اللاتينية في القرن التاسع عشر.غالبا ما اعترف الإمبراطور الفرنسي نابليون الثالث بهذه التسمية. يستخدم المصطلح عادة للإشارة إلى البلدان الناطقة بالاسبانية والبرتغالية، وهي أمريكا اللاتينية والبرازيل. الأمريكيون اللاتينيون البيض هم أكبر مجموعة سكانية عرقية في أمريكا اللاتينية.,. بالإضافة إلى الناس الذين ينحدرون من أصل جزئي أوروبي إن الكثافة السكانية لهم تصل إلى ما يقرب من 80٪ من السكان، أو أكثر من ذلك.اختلط ثلث الأمريكيين اللاتينيين أصلا من أصول أصلية وأوروبية لاتينية، لا سيما الإسبانية والبرتغالية بسبب الاستعمار السابق والهجرة، ولكن أيضا يختلطون بأصول إيطالية بسبب الشتات السابق؛ ومع ذلك فإن اللاتينية هي علامة ثقافية وليست عرقية، كما أن السكان الأصليين غير المختلطين هم أيضا «لاتينيون» أميركيون بسبب عضويتهم في الثقافة اللاتينية، وكذلك الأميركيون الأفارقة «اللاتينيون» وشرق آسيا «اللاتينيون» الأمريكيون (أشكنازي) اليهود «اللاتينيون» الأميركيون، المشرقيون «اللاتينيون» الأميركيون والأوروبيون «اللاتينيون» الأمريكيون الذين أصولهم من بلدان غير لاتينية مثل اللغة الجرمانية الناطقة بلغة البلطيق والمناطق الناطقة باللغة السلافية في أوروبا.